# Mühlentag

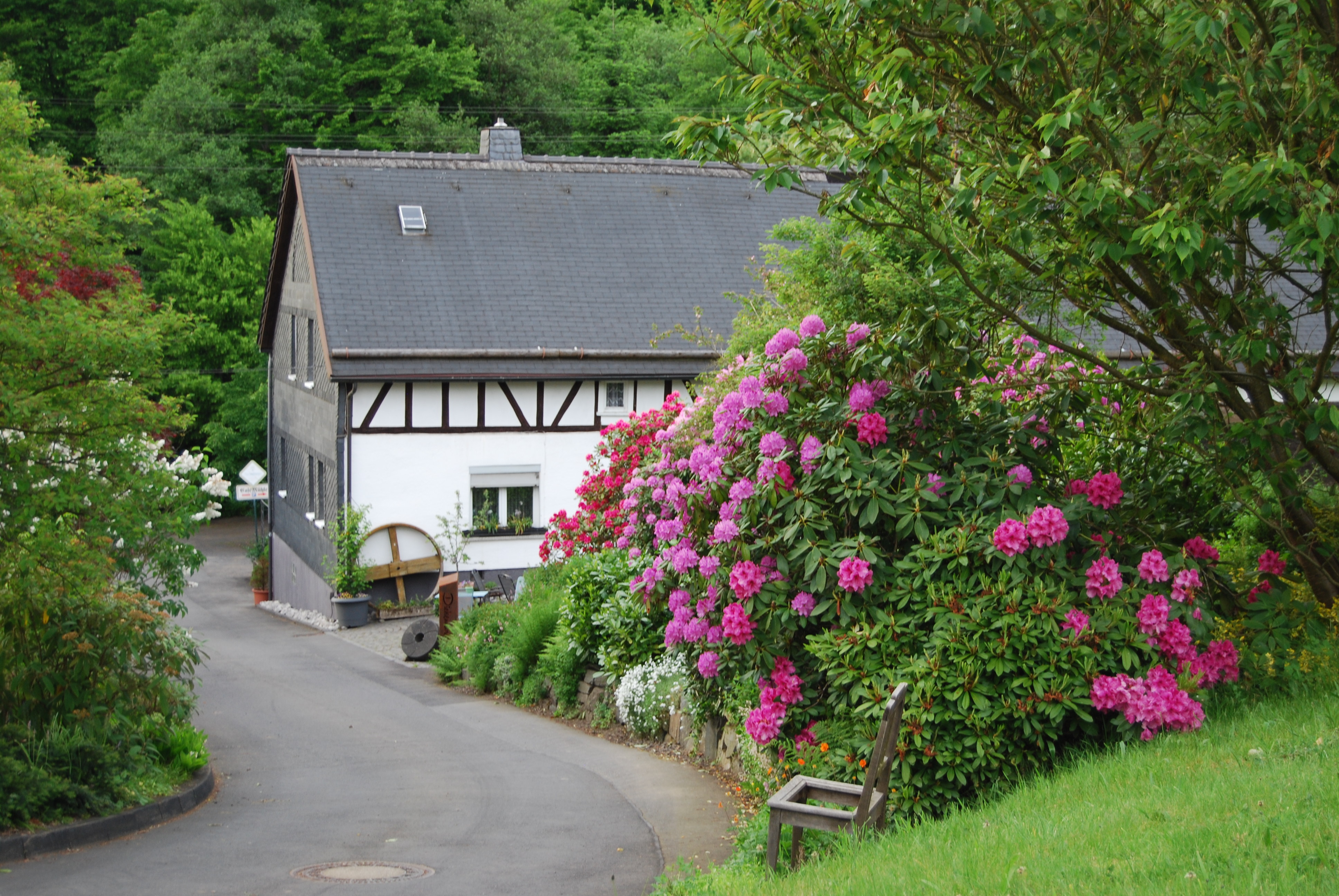
Die Dickendorfer Mühle ist eine noch vollständig funktionsfähige Wassermühle und nimmt jährlich am deutschen Mühlentag teil

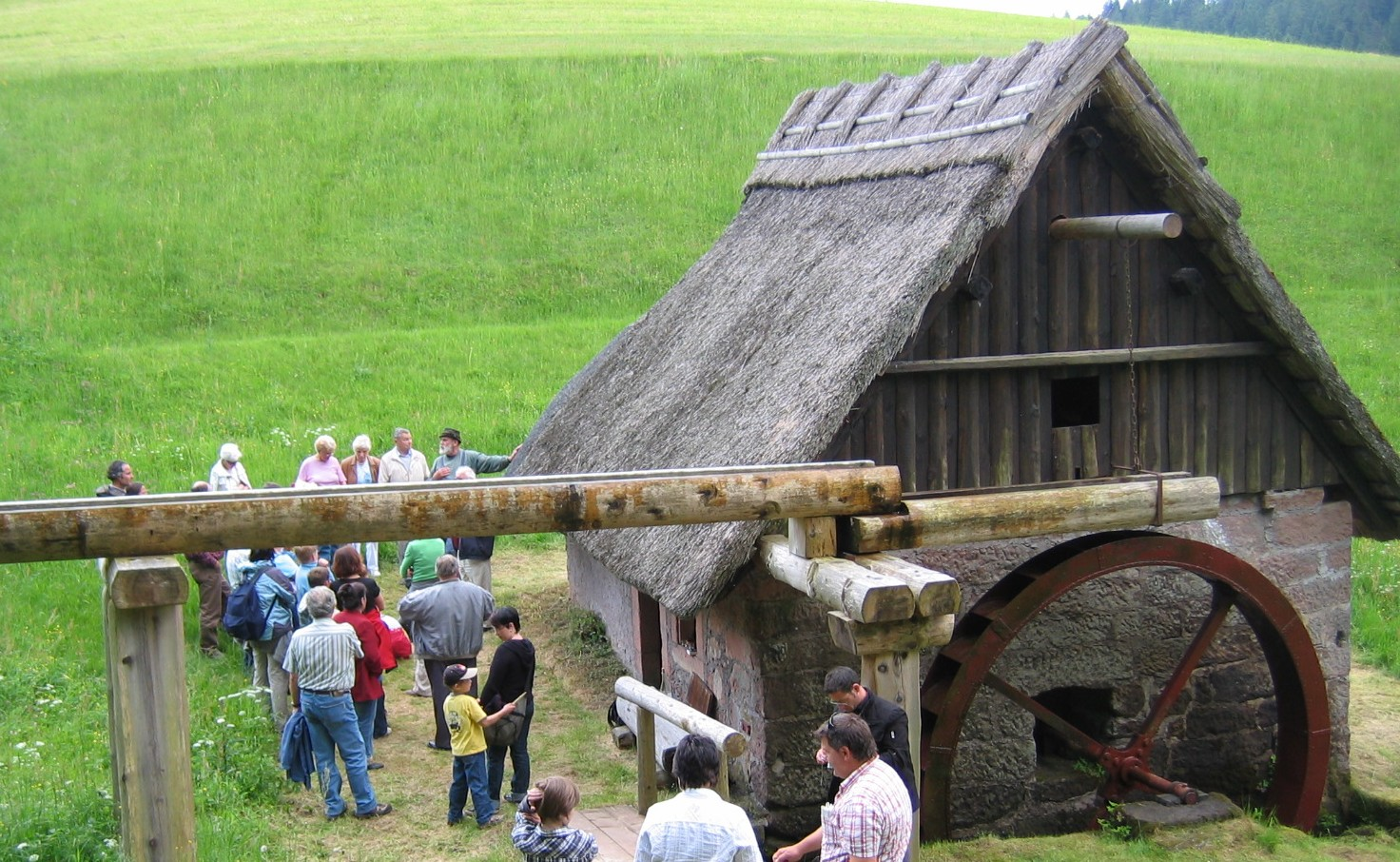
Besucher besichtigen die Mooswaldmühle in Lauterbach im Schwarzwald beim Deutschen Mühlentag 2009

Ein Mühlentag ist ein Aktions- und Thementag, mit dem auf die Erhaltung und Pflege historischer Mühlen aufmerksam gemacht wird. Zahlreiche Mühlen – darunter viele, die normalerweise nicht öffentlich zugänglich sind – erlauben an diesem Tag der offenen Tür interessierten Besuchern die Besichtigung, ähnlich dem Tag des offenen Denkmals. Führungen durch die Mühlen und Ausstellungen zum Thema Mühlenwesen werden oft begleitet von einem bunten Rahmenprogramm.

## Nationale Mühlentage

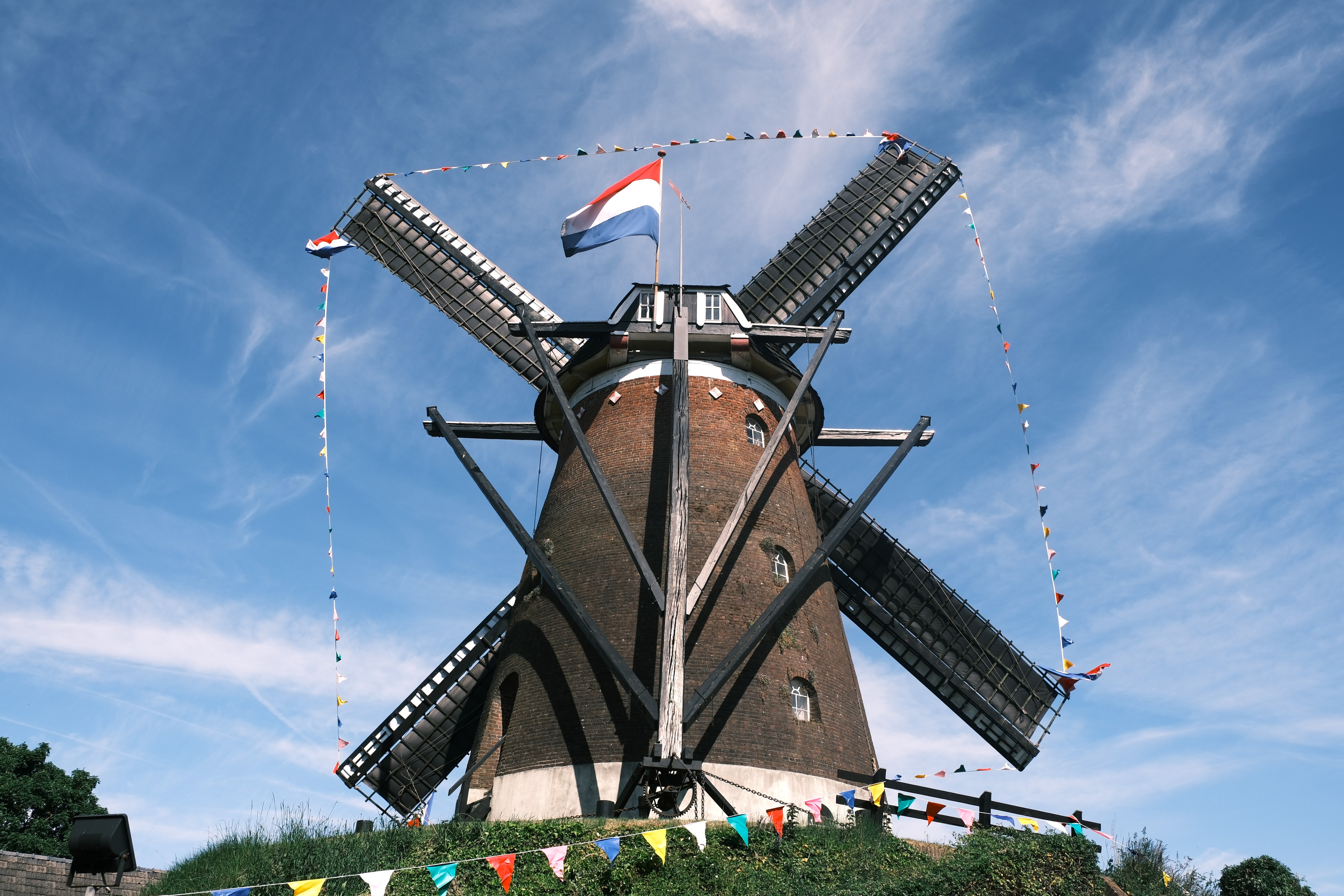
Geschmückte Mühle in Etten am niederländischen molendag

In verschiedenen Ländern finden landesweite Mühlentage statt, unter anderem:
- Deutschland: Deutscher Mühlentag, jährlich seit 1994 am Pfingstmontag, ausgerichtet von der DGM
- Schweiz: Schweizer Mühlentag, jährlich seit 2001 am Samstag nach Auffahrt, ausgerichtet von der Vereinigung Schweizer Mühlenfreunde[1]
- Niederlande: Nationaler Mühlentag (niederländisch Nationale Molendag), jährlich am zweiten Samstag im Mai, kombiniert mit dem Landesweiten Fahrradtag[2]
- Vereinigtes Königreich: Nationaler Mühlentag (englisch National Mills Day), jährlich am zweiten Sonntag im Mai bzw. das gesamte Wochenende (englisch National Mills Weekend)